# Шенк, Карл
Иоганн Карл Эммануэль Шенк (нем. Johann Karl Emmanuel Schenk; 1 декабря 1823, Берн — 18 июля 1895, Берн) — швейцарский политик, президент. Член Радикально-демократической партии.

## Биография
Карл Шенк родился в 1823 году в семье Христиана и Верены Шенк. В возрасте 11 лет он остался сиротой и стал жить в Корнтале (Германия). В 1839 году вернулся в Берн, где до 1842 года учился в школе. Затем изучал теологию и философию в Бернском университете. В 1845 году стал пастором в Шюпфене. В 1848 году женился на Элизе Кар (Elise Kähr). У них родилось 9 детей, двое из которых умерли в младенчестве. 23 марта 1855 года он был избран в Большой совет кантона Берн, после чего переехал из Шюпфена в Берн. В следующем году Шенк стал членом Совета кантонов федерального парламента. Он был также преемником Якоба Дубса в качестве президента Швейцарского Красного Креста с 1873 года по 1882 год.
- 1 июня 1858 — 31 мая 1859 — президент Большого совета кантона Берн (1-й раз).
- 1 июня 1860 — 31 мая 1861 — президент Большого совета кантона Берн (2-й раз).
- 1 июня 1862 — 31 мая 1863 — президент Большого совета кантона Берн (3-й раз).
- 12 декабря 1863 — 18 июля 1895 — член Федерального совета Швейцарии.
- 7 декабря — 23 декабря 1863 — президент Совета кантонов парламента Швейцарии.
- 1 января — 31 декабря 1864 — вице-президент Швейцарии, начальник департамента (министр) внутренних дел.
- 1 января — 31 декабря 1865 — президент Швейцарии, начальник политического департамента (министр иностранных дел).
- 1 января 1866 — 31 декабря 1870 — начальник департамента внутренних дел.
- 1 января — 31 декабря 1870 — вице-президент Швейцарии.
- 1 января — 31 декабря 1871 — президент Швейцарии, начальник политического департамента.
- 1 января — май 1872 — начальник департамента финансов.
- май 1872 — 31 декабря 1873 — начальник департамента внутренних дел.
- 1 января — 31 декабря 1873 — вице-президент Швейцарии.
- 1 января — 31 декабря 1874 — президент Швейцарии, начальник политического департамента.
- 1 января 1875 — 31 декабря 1877 — начальник департамента путей сообщения и торговли.
- 1 января — 31 декабря 1877 — вице-президент Швейцарии.
- 1 января — 31 декабря 1878 — президент Швейцарии, начальник политического департамента.
- 1 января 1879 — 31 декабря 1884 — начальник департамента внутренних дел.
- 1 января — 31 декабря 1884 — вице-президент Швейцарии.
- 1 января — 31 декабря 1885 — президент Швейцарии, начальник политического департамента.
- 1 января 1886 — 18 июля 1895 — начальник департамента внутренних дел.
- 1 января — 31 декабря 1892 — вице-президент Швейцарии.
- 1 января — 31 декабря 1893 — президент Швейцарии.